# 京丹後市立弥栄病院
京丹後市立弥栄病院（きょうたんごしりつやさかびょういん）は、京都府京丹後市にある医療機関である。京丹後市病院事業条例により国民健康保険事業の一環として設置された市立の病院である。京都府内に9カ所（うち丹後医療圏内に3カ所）あるへき地医療拠点病院の一つである。

## 沿革
- 1948年（昭和23年）8月 - 弥栄村国民健康保険診療所として開設[2]。
- 1949年（昭和24年）2月 - 弥栄村に移管[2]。
- 1955年（昭和30年）1月 - 移転[2]。
- 1955年（昭和30年）3月1日 - 弥栄町が発足したことで弥栄町国民健康保険診療所に改称[2]。
- 1960年（昭和35年）10月 - 20床に増床したことで病院に昇格し、弥栄町国民健康保険病院に改称[2]。
- 1975年（昭和50年）12月 - へき地中核病院に指定される[2]。
- 2003年（平成15年）4月 - へき地医療拠点病院に指定される[2]。
- 2004年（平成16年）4月 - 京丹後市が発足したことで京丹後市立弥栄病院に改称[2]。

## 診療科
- 内科
- 外科
- 整形外科
- 産婦人科
- 小児科
- 泌尿器科
- 耳鼻咽喉科
- 眼科
- 皮膚科
- ペインクリニック外来
- 総合診療科

## 交通アクセス
- 京都丹後鉄道宮豊線峰山駅より丹海バス間人線で約13分、弥栄病院前下車。